# R-23
R-23 – radziecki pocisk rakietowy przeznaczony do zwalczania celów powietrznych na średnich dystansach, naprowadzany półaktywnym systemem radiolokacyjnym korygowanym bezwładnościowym systemem nawigacyjnym INS lub termicznie, w zależności od odmiany. Pocisk zaprojektowano przede wszystkim do przenoszenia przez myśliwce MiG-23. W nomenklaturze NATO pocisk nosi oznaczenie AA-7 Apex (ang. - wierzchołek). R-23 posiadał parametry podobne do amerykańskiego AIM-7 Sparrow.

## Historia
Opracowanie przeznaczonego dla nowego myśliwca MiG-23 pocisku oznaczonego jako K-23 rozpoczęto w połowie lat 60. w biurze konstrukcyjnym zakładów nr 134 – późniejszym GosMKB Wympieł (ГосМКБ «Вымпел»). Przeznaczeniem nowej broni miało być atakowanie bombowców nieprzyjaciela lecących wyżej niż samolot-nosiciel K-23. W tym celu planowano zaprojektować kombinowaną głowicę naprowadzającą z półaktywnym radarowym i termicznym samonaprowadzaniem. Ostatecznie ze względu na duże problemy powstałe podczas konstrukcji tak skomplikowanego systemu naprowadzającego zrezygnowano z tego rozwiązania projektując w zamian dwa oddzielne systemy. Pierwsze odpalenia pocisku miały miejsce w 1967 roku, a w styczniu 1974 został on wprowadzony do uzbrojenia pod nazwą R-23T w wersji z naprowadzaniem termicznym i R-23R naprowadzanej półaktywnym systemem radarowym. Poza sposobem naprowadzania oba pociski były identyczne, z takim samym silnikiem rakietowym i prętową głowicą bojową o promieniu rażenia 8 metrów.
Maksymalny zasięg skuteczny pocisku R-23R wynosił 14 km przy odpalaniu z niskiego i 25 km z wysokiego pułapu., natomiast wersji z naprowadzaniem termicznym R-23T około 11 km. Minimalny zasięg odpalenia wynosił 1300 metrów co było dość dużą wartością.
Pociski R-23 były produkowane w Rumunii pod nazwą A-911.
W 1975 rozpoczęto projekt unowocześnienia pocisku R-23 dla potrzeb myśliwca w wersji MiG-23ML/MLD. Nowa wersja naprowadzana termicznie, oznaczona jako R-24T została wyposażona w czulszy sensor podczerwieni, a naprowadzana radiolokacyjnie R-24R możliwość wybierania celu już po wystrzeleniu i zdolność do przechwytywania celów na wyższym pułapie 25000 metrów. Obie wersje wyposażono w większy silnik rakietowy i cięższą o 10 kg głowicę bojową. Minimalny zasięg z jakiego można było przechwycić cel zmniejszono do 500 metrów.
Pocisk R-24 pozostał w uzbrojeniu lotnictwa rosyjskiego do 1997 roku, do momentu wycofania ze służby samolotów MiG-23.